# Beta Eridani
Beta Eridani (Cursa, Kursa, 67 Eridanus) é uma estrela na direção da Eridanus. Possui uma ascensão reta de 05h 07m 51.03s e uma declinação de −05° 05′ 10.5″. Sua magnitude aparente é igual a 2.78. Considerando sua distância de 89 anos-luz em relação à Terra, sua magnitude absoluta é igual a 0.60. Pertence à classe espectral A3IIIvar.